# Чжанъе
Чжанъе́ (кит. упр. 张掖, пиньинь Zhāngyè) — городской округ в провинции Ганьсу КНР. Название означает «вытянутый в сторону» и является сокращением от «张国臂掖，以通西域» («рука страны, вытянутая в сторону Западного края»).

## История
В эпоху Воюющих царств в этих местах жили усуни, юэчжи, затем эти места взяли под контроль сюнну. При империи Западная Хань во времена императора У-ди сюнну были разгромлены Хо Цюйбином, и эти места были присоединены к империи Хань; в 104 году до н. э. был создан округ Чжанъе (张掖郡). Во времена диктатуры Ван Мана он был в 9 году переименован в Шэпин (设屏郡), но после установления империи Восточная Хань округу в 27 году было возвращено прежнее название. В 144 году округ сильно пострадал от мощного землетрясения. В 194 году уезды Жилэ и Шаньдань были выделены в отдельный округ Сицзюнь (西郡).
В 397 году Цзюцюй Мэнсунь провозгласил в этих местах образование государства Северная Лян. В 439 году Северная Лян была завоёвана государством Северная Вэй. После распада Северной Вэй эти места с 534 года оказались в составе государства Западная Вэй. В 554 году округ Чжанъе был переименован в область Ганьчжоу (甘州).
При империи Поздняя Лян в 911 году Ганьчжоу была завоёвана уйгурами, которые в 928 году покорились государству Поздняя Тан. В 1028 году тангуты создали государство Западная Ся, и эти земли вошли в его состав. Позднее тангутское государство было уничтожено монголами и эти земли вошли в состав империи Юань.
В Ганьчжоу останавливался Марко Поло во время своего путешествия в Китай. В своей «Книге чудес света» он называет этот город Ca(n)picion и говорит, что он является округом провинции Тангутов (на картах XVIII в. этот город обозначен как Кампионъ, а также Tanguth al Campion).
При империи Цин была учреждена Ганьчжоуская управа (甘州府); ганьчжоускому командующему подчинялись войска в Лянчжоу, Сучжоу, Синине и Нинся. После Синьхайской революции в Китае была проведена реформа структуры административного деления, и в 1913 году управы были упразднены.
В 1949 году был создан Специальный район Чжанъе (张掖专区), состоящий из 5 уездов. В 1950 году он был расформирован; уезды Гаотай и Линьцзэ перешли в состав Специального района Цзюцюань (酒泉专区), а уезды Чжанъе, Миньлэ и Шаньдань — в состав Специального района Увэй (武威专区).
В 1955 году Специальный район Цзюцюань и Специальный район Увэй были объединены в Специальный район Чжанъе, состоящий из 17 уездов, 4 автономных уездов и 1 автономного хошуна. В 1956 году уезды Цзинтай и Юндэн были переданы в состав Специального района Динси (定西专区), уезд Динсинь присоединён к уезду Цзиньта, а хошун Эдзин-Ци перешёл в состав автономного района Внутренняя Монголия; таким образом в составе специального района осталось 14 уездов и 4 автономных уезда. В 1958 году уезд Линьцзэ был разделён между уездами Чжанъе и Гаотай, уезд Чжанъе был преобразован в город Чжанъе, уезды Цзиньта и Цзюцюань объединены в город Цзюцюань, уезд Юймэнь преобразован в город Юймэнь, уезд Миньлэ присоединён к уезду Шаньдань, уезд Гулян присоединён к Тяньчжу-Тибетскому автономному уезду; таким образом в составе специального района стало 3 города, 7 уездов и 4 автономных уезда.
В 1961 году города Цзюцюань и Юймэнь, уезды Дуньхуан и Аньси, а также Субэй-Монгольский и Аксай-Казахский автономные уезды были выделены в отдельный Специальный район Цзюцюань; уезды Увэй, Юнчан и Миньцинь, а также Тяньчжу-Тибетский автономный район были выделены в отдельный Специальный район Увэй; был расформирован город Чжанъе, а вместо него восстановлены уезды Чжанъе, Линьцзэ и Миньлэ, в результате чего в составе специального района стало 5 уездов и 1 автономный уезд.
В 1970 году Специальный район Чжанъе был переименован в Округ Чжанъе (张掖地区). В 1985 году уезд Чжанъе был преобразован в городской уезд Чжанъе.
Постановлением Госсовета КНР от 1 марта 2002 года были расформированы округ Чжанъе и городской уезд Чжанъе, и образован городской округ Чжанъе; территория бывшего городского уезда Чжанъе стала районом Ганьчжоу в его составе.

## Административно-территориальное деление
Городской округ Чжанъе делится на 1 район, 4 уезда, 1 автономный уезд:
| Карта | Карта                           | Карта            | Карта                  | Карта         | Карта            |
| --- | ------------------------------- | ---------------- | ---------------------- | ------------- | ---------------- |
| Ганьчжоу ① Миньлэ Линьцзэ Гаотай Шаньдань ② ① ① Сунань-Югурский автономный уезд ② Ганьсуские центральные пастбища (уезд Шаньдань) |                                 |                  |                        |               |                  |
| Статус | Название                        | Иероглифы        | Пиньинь                | Площадь (км²) | Население (2010) |
| Район | Ганьчжоу                        | 甘州区           | Gānzhōu qū             | 4 240         | 520 000          |
| Уезд | Миньлэ                          | 民乐县           | Mínlè xiàn             | 3 687         | 240 000          |
| Уезд | Линьцзэ                         | 临泽县           | Línzé xiàn             | 2 777         | 150 000          |
| Уезд | Гаотай                          | 高台县           | Gāotái xiàn            | 4 312         | 160 000          |
| Уезд | Шаньдань                        | 山丹县           | Shāndān xiàn           | 5 402         | 200 000          |
| Сунань-Югурский автономный уезд                                                                                                   | Сунань-Югурский автономный уезд | 肃南裕固族自治县 | Sùnán yùgùzú zìzhìxiàn | 20 456        | 40 000           |

## Экономика
В национальном геопарке Данься активно развивается туризм. 

## Достопримечательности
- Данься (геопарк)